# Менди, Жан-Поль
Жан-Поль Менди (фр. Jean-Paul Mendy; род. 14 декабря 1973, Мант-ла-Жоли) — французский боксёр, представитель средних весовых категорий. Выступал за сборную Франции по боксу на всём протяжении 1990-х годов, бронзовый призёр чемпионата мира, дважды бронзовый призёр чемпионатов Европы, обладатель серебряной медали Средиземноморских игр, шестикратный победитель французского национального первенства, участник летних Олимпийских игр в Атланте. В период 2000—2011 годов боксировал на профессиональном уровне, был претендентом на титулы чемпиона мира по версиям IBO и IBF.

## Биография
Жан-Поль Менди родился 14 декабря 1973 года в городе Мант-ла-Жоли департамента Ивелин, Франция. Проходил подготовку в клубе BA les Mureaux 78.

### Любительская карьера
В 1992—1994 годах трижды подряд становился чемпионом Франции в средней весовой категории. Представлял Францию на мировом первенстве 1993 года в Тампере, но потерпел поражение в первом же поединке на предварительном этапе.
Завоевал бронзовую медаль на чемпионате Европы 1996 года в Вайле и благодаря череде удачных выступлений удостоился права защищать честь страны на летних Олимпийских играх в Атланте — провёл здесь только один поединок, проиграв со счётом 4:11 немцу Свену Оттке.
В 1997 году вновь выиграл французское национальное первенство, стал серебряным призёром Средиземноморских игр в Бари и побывал на чемпионате мира в Будапеште, откуда привёз награду бронзового достоинства — на стадии полуфиналов был остановлен титулованным кубинским боксёром Ариэлем Эрнандесом.
На европейском первенстве 1998 года в Минске вновь получил бронзу. Участвовал в чемпионате мира 1999 года в Хьюстоне, где в 1/8 финала уступил россиянину Евгению Казанцеву. В 2000 году в шестой раз одержал победу на чемпионате Франции в зачёте средней весовой категории.

### Профессиональная карьера
Не сумев пройти отбор на Олимпиаду в Сиднее, Менди покинул расположение французской сборной и в 2000 году успешно дебютировал на профессиональном уровне. В течение шести лет одержал в общей сложности 23 победы, не потерпев при этом ни одного поражения. Завоевал и трижды защитил титул чемпиона Франции во втором среднем весе, в том числе провёл защиту против достаточно известного соотечественника Фредерика Эстера.
В январе 2007 года в США встретился с американцем Энтони Ханшоу в бою за вакантный титул чемпиона мира по версии Международной боксёрской организации (IBO) — противостояние между ними продлилось все отведённые 12 раундов, в итоге судьи раздельным решением зафиксировали ничью, и титул так и остался вакантным.
В октябре 2008 года Менди завоевал вакантный титул интернационального чемпиона по версии Международной боксёрской федерации (IBF).
Выиграв ещё несколько поединков, в июле 2010 года в претендентском поединке за титул чемпиона мира IBF во втором среднем весе победил представителя Австралии Сакио Бика — того дисквалифицировали в первом же раунде за удар по лежачему сопернику. Таким образом, Жан-Поль Менди стал официальным претендентом на титул чемпиона мира IBF, который на тот момент принадлежал непобеждённому румыну Лучиану Буте (28-0). Чемпионский бой между ними состоялся в июле 2011 года, в четвёртом раунде Буте отправил французского боксёра в нокаут и тем самым сохранил за собой чемпионский пояс. Менди после этого поражения принял решение завершить карьеру профессионального спортсмена.